# La mia nuova casa sull'albero
La mia nuova casa sull'albero (Treehouse Masters) è un docu-reality statunitense, andato in onda dal 2013 al 2018 su Animal Planet e trasmesso in Italia da HGTV.

## Format
La trasmissione segue l'attività di Pete Nelson, maestro costruttore di case sugli alberi e proprietario di Nelson Treehouse e Supply. In ogni episodio Nelson e il suo team progettano e costruiscono case sugli alberi personalizzate per i clienti statunitensi.

## Episodi
| Edizione         | Episodi | Prima TV USA | Prima TV Italia |
| ---------------- | ------- | ------------ | --------------- |
| Prima edizione   | 8       | 2013         | 2014            |
| Seconda edizione | 17      | 2013-2014    | 2014            |
| Terza edizione   | 15      | 2014-2015    | 2015            |
| Quarta edizione  | 9       | 2015         | 2015            |
| Quinta edizione  | 16      | 2015-2016    | 2016            |
| Sesta edizione   | 14      | 2017         | 2017            |
| Settima edizione | 20      | 2017-2018    | 2018            |

## Cast
Team di costruttori negli episodi:
| Cast             | Ruolo       | Stagione |
| ---------------- | ----------- | -------- |
| Pete Nelson      | Carpentiere | 1-11     |
| Daryl McDonald   | Caposquadra | 1-11     |
| Charlie Nelson   | Carpentiere | 1-11     |
| Henry Nelson     | Carpentiere | 1-11     |
| Alex Meyer       | Carpentiere | 1-11     |
| Chuck McLellan   | Artigiano   | 1-11     |
| Seanix Zenobia   | Carpentiere | 1-11     |
| Tory Jones       | Designer    | 1-8      |
| Christina Salway | Designer    | 9-11     |